# Orkestern (TV-serie)
Orkestern (danska: Orkestret) är en dansk komedi- och dramaserie från 2022 som hade dansk premiär den 1 juli och svensk premiär i SVT Play den 10 juli 2022. Därefter började serien sändas i SVT 1 den 3 april 2023.
Första säsongen består av tio avsnitt. Serien är skapad av Mikkel Munch-Fals som också svarat för regin och skrivit manus till serien. Seriens andra säsong hade premiär i Danmark den 12 april 2024.

## Handling
Serien kretsar kring Jeppe som är nyanställd biträdande chef för Köpenhamns symfoniorkester. Jeppe är väldigt konflikträdd vilket inte är den bästa egenskapen att ha som chef.

## Roller i urval
- Rasmus Bruun – Jeppe Nygren
- Frederik Cilius – Bo
- Neel Rønholt – Regitze
- Ina-Miriam Rosenbaum – Vibeke, mamma till Bo
- Emma Sehested Høeg – Elin
- Lise Baastrup – Gertrud
- Caspar Phillipson – Simon
- Esther Wanda Flagstad de Tusch-Lec – Alma
- David Bateson – Mablewood